# Thiên văn học hồng ngoại xa
Thiên văn học hồng ngoại xa là chi nhánh của thiên văn học và vật lý thiên văn đề cập đến các vật thể có thể quan sát được trong bức xạ hồng ngoại xa, tức bức xạ kéo dài từ bước sóng 30 μm tới bước sóng submillimet khoảng 450 μm .
Trong vùng hồng ngoại xa các ngôi sao không đặc biệt sáng, nhưng chúng ta có thể nhìn thấy sự phát xạ từ vật chất rất lạnh (140 Kelvins hoặc thấp hơn) mà không thấy ở các bước sóng ngắn hơn.
Những đám mây khí và bụi trong thiên hà của chúng ta, cũng như ở các thiên hà gần đó, phát sáng trong ánh sáng hồng ngoại xa. Điều này là do bức xạ nhiệt của bụi liên sao chứa trong các đám mây phân tử . Trong một số đám mây này, các ngôi sao mới chỉ bắt đầu hình thành. Các quan sát hồng ngoại xa có thể phát hiện ra những biểu tượng này trước khi chúng "bật lên" một cách rõ ràng bằng cách cảm nhận nhiệt họ tỏa ra khi chúng co lại.